# Amblyopsis hoosieri
Amblyopsis hoosieri là một loài cá mù trong chi Amblyopsis. Đây là loài mới được phát hiện.

## Đặc điểm
Amblyopsis hoosieri là Loài cá mới không mắt, sống trong hang động ở miền nam Indiana, có những chi tiết khác biệt so với các loài hoosieri có từ trước. Loài cá mới này có quan hệ gần gũi với cá Amblyopsis spelaea được biết đến trước đó và sinh sống trong hệ thống hang động dài nhất thế giới, hang Mammoth ở Kentucky. Tuy nhiên, hai loài cá có quan hệ họ hàng với nhau này bị phân cách bởi sông Ohio. Cá Amblyopsis hoosieri thiếu khả năng đột biến do gene rhodopsin nên thiếu mắt và bị mù
Chúng dài chừng 6 – 8 cm với phần đầu khá lớn so với toàn thân và phần lưng hơi phẳng. Cá mù Amblyopsis hoosieri mang tính đồng nhất về sắc tố hồng trắng còn mang và vây trong suốt. Điểm đặc biệt là hậu môn của nó lại nằm ngay phía sau đầu còn cá cái thì lại mang lũ cá con trong hốc mang của nó. Loài cá mù này được phát hiện sống trong các dòng suối thuộc hang động đá vôi ở Indiana và môi trường của chúng là 0,1 – 2 m dưới mặt nước.